# Елдышев, Анатолий Алексеевич
Анато́лий Алексе́евич Е́лдышев (1922—1943) — лейтенант Рабоче-крестьянской Красной Армии, участник Великой Отечественной войны, Герой Советского Союза (1943).

## Биография
Анатолий Елдышев родился 20 апреля 1922 года в деревне Варваровка (ныне — Медынский район Калужской области). С 1930 года проживал в городе Коломна Московской области. Получил неполное среднее образование. В 1940 году Елдышев был призван на службу в Рабоче-крестьянскую Красную Армию. Окончил Качинскую военную авиационную школу. С июня 1941 года — на фронтах Великой Отечественной войны.
К маю 1943 года лейтенант Анатолий Елдышев был лётчиком 910-го истребительного авиаполка ПВО 101-й истребительной авиадивизии ПВО. К тому времени он совершил 272 боевых вылета, принял участие в 17 воздушных боях, в которых сбил 11 вражеских самолётов лично и ещё 7 — в группе (по данным наградного листа, из них подтверждены 10 личных и 2 групповые победы).
Указом Президиума Верховного Совета СССР от 9 октября 1943 года лейтенант Анатолий Елдышев был удостоен высокого звания Героя Советского Союза. Орден Ленина и медаль «Золотая Звезда» получить не успел, так как погиб в декабре 1943 года. Похоронен в селе Ивановка Белоцерковского района Киевской области Украины.
К моменту гибели выполнил около 300 боевых вылетов, провёл около 20 воздушных боёв, сбил 11 самолётов противника лично и 2 в группе с другими лётчиками.
Был также награждён орденом Красного Знамени (14.02.1943).

## Память

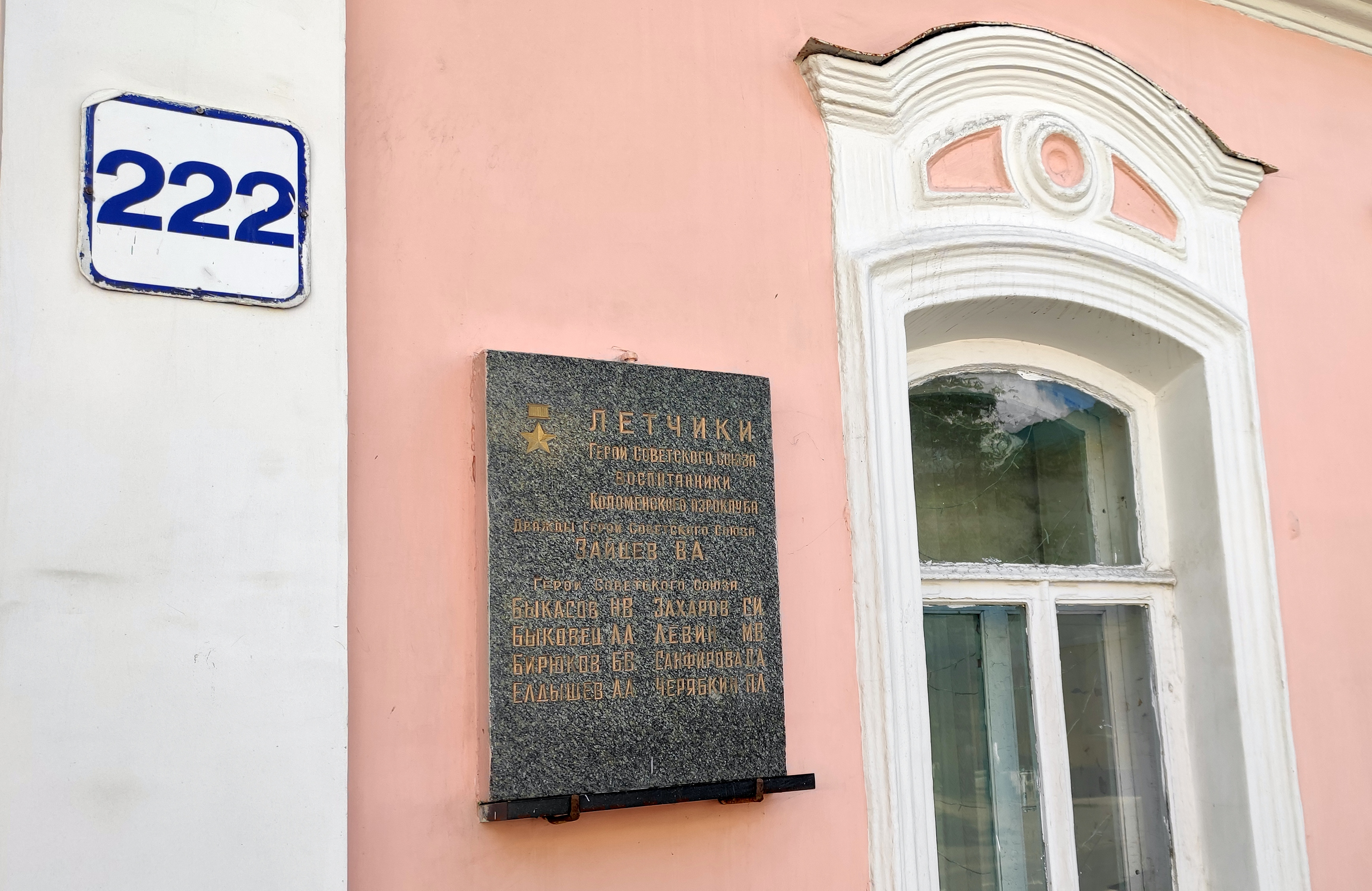
Памятная доска на стене д. 222 по ул. Октябрьской революции в Коломне памяти М. В. Левина и других Героев Советского Союза, связанных с Коломенским аэроклубом

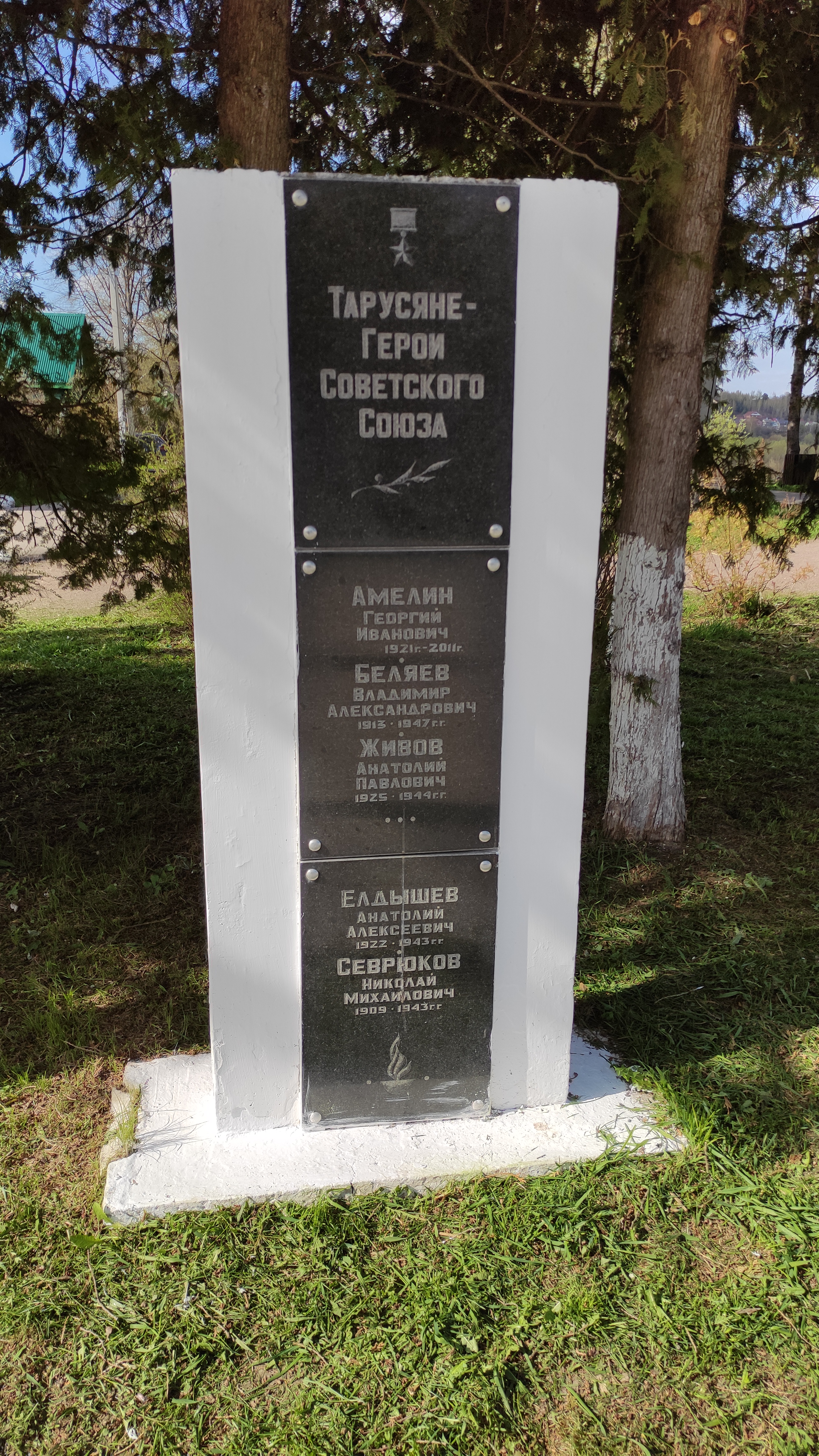
Мемориальная доска памяти Героев Советского Союза Г. И. Амелина, В. А. Беляева, А. П. Живова, А. А. Елдышева и Н. М. Севрюкова в Тарусе

- Бюст Елдышева установлен в Коломне
- Имя Елдышева  высечено на мемориальной доске на здании Коломенского аэроклуба
- В городе Тарусе установлена мемориальная доска памяти Елдышева и ещё четверых Героев Советского Союза